# Martha’s Vineyard

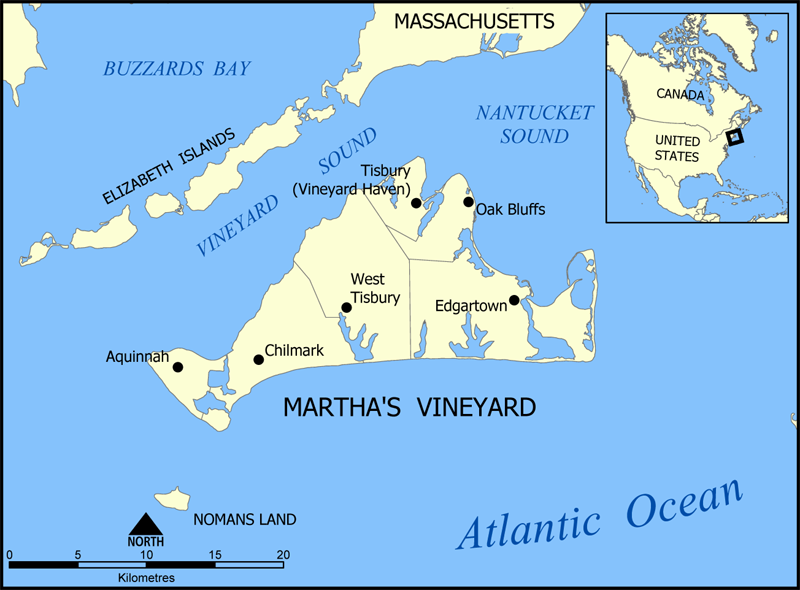
mapa wyspy Martha’s Vineyard

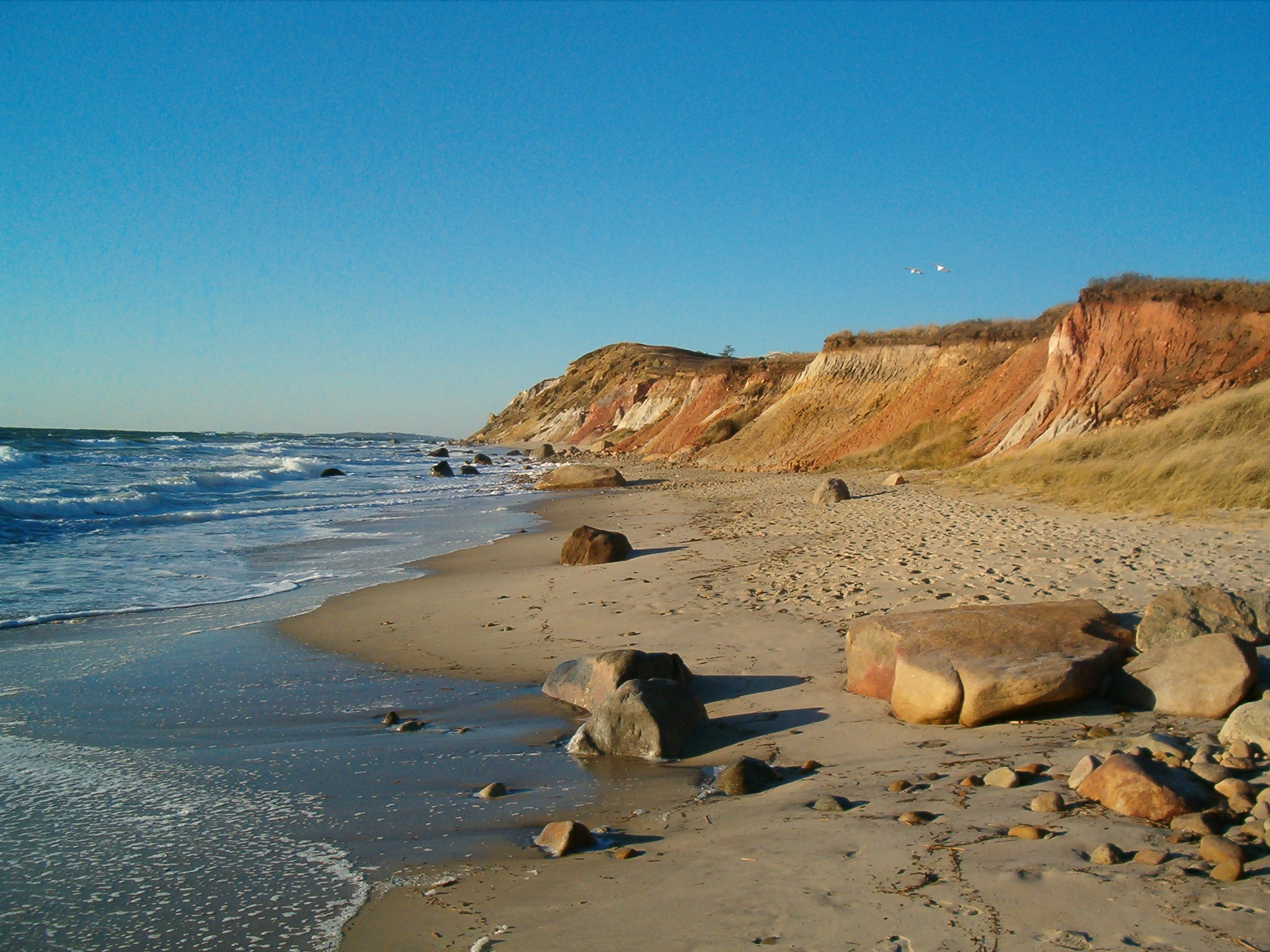
wybrzeże wyspy w pobliżu Aquinnah

Martha’s Vineyard – niewielka (długość około 33 km) wyspa na Atlantyku, u wybrzeży amerykańskiego stanu Massachusetts, administracyjnie przynależna do hrabstwa Dukes. Położona jest na południe od półwyspu Cape Cod, na zachód od wyspy Nantucket, około stu kilometrów na południe od Bostonu. Wraz z sąsiednimi wyspami stanowi pozostałość moreny czołowej z okresu zlodowaceń.
Licząc wraz z położoną na wschód od miasta Edgartown wysepką Chappaquiddick, z którą Martha’s Vineyard jest połączona, ma powierzchnię 231,75 km² (57. miejsce na liście największych wysp Stanów Zjednoczonych) a zamieszkana jest przez piętnaście tysięcy stałych mieszkańców (w 2000 – 14 901). Wyspa stanowi jednak często i chętnie odwiedzany ośrodek letniskowy i wypoczynkowy, zatem przebywa na niej na ogół znacznie więcej osób.
Martha’s Vineyard była miejscem powstania jednej z pierwszych znanych społeczności osób głuchych w Stanach Zjednoczonych. Miasta West Tisbury i Chilmark charakteryzowały się przez kilka stuleci niezwykle wysokim odsetkiem występowania dziedziczonej głuchoty. Z tego względu na wyspie opracowano miejscowy język migowy (Martha’s Vineyard Sign Language, MVSL), którym posługują się rdzenni mieszkańcy wyspy.

## Komunikacja
Martha’s Vineyard ma połączenie promowe z kontynentem amerykańskim; promy kursują pomiędzy Woods Hole na kontynencie a Oak Bluffs oraz Vineyard Haven na wyspie; bezpieczeństwo żeglugi wokół Martha’s Vineyard poprawia pięć znajdujących się na niej latarni morskich.
W centralnej części wyspy, przy drodze łączącej West Tisbury z Edgartown, znajduje się także lotnisko; ponadto w południowo-wschodniej oraz północno-wschodniej jej części znajdują się jeszcze dwa inne, mniejsze lotniska (Katama Airpark koło zatoki Katama na południu i niewielkie lądowisko w pobliżu klubu golfowego Farm Neck Golf Club na północy).

## Historia
Zamieszkana pierwotnie przez indiańskie plemię Wampanoagów wyspa nosiła nazwę Noepe, co w ich języku oznaczało „ziemię pomiędzy strumieniami”.
W 1602 wylądował na niej angielski badacz Bartholomew Gosnold podróżujący statkiem pod dowództwem kapitana Johna Martina; na pamiątkę tej wyprawy wyspa nazwana została Martin’s Vineyard. Później jednak przyjęła się nazwa upamiętniająca imię przedwcześnie zmarłej córki podróżnika (także imię jego teściowej) – Marty. Przez pewien czas po standaryzacji nazw geograficznych przeprowadzonej w XIX wieku z nazwy usunięto apostrof (miała ona wówczas postać Marthas Vineyard), ale na początku wieku XX powrócono do pisowni z użyciem apostrofu; nazwa ta utrzymała się do dziś.
Europejskie osadnictwo na wyspie datuje się od XVII wieku; zarówno Martha’s Vineyard, jak i okolice objęli Anglicy, tworząc tu swoje kolonie; wyspa początkowo należała do prowincji Nowy Jork, a od 1691 do prowincji Massachusetts Bay. Wojna o niepodległość Stanów Zjednoczonych doprowadziła do spisania w 1779 Konstytucji dla Wspólnoty Massachusetts (ang. Commonwealth of Massachusetts), która weszła w życie rok później; od tego czasu Martha’s Vineyard jest częścią stanu Massachusetts. Do lat 70. XIX wieku miejscowości położone na wyspie były ważnymi ośrodkami przemysłu wielorybniczego, w tym m.in. produkcji tranu, wykorzystywanego m.in. do zabezpieczania lin przed zawilgoceniem, a także do celów oświetleniowych. Po epoce wielorybnictwa wyspa coraz częściej była odwiedzana przez turystów i wycieczkowiczów z Ameryki kontynentalnej, szczególnie po uruchomieniu w 1872 linii kolejowej do miejscowości Woods Hole położonej na kontynencie po przeciwnej stronie cieśniny Vineyard Sound.
18 lipca 1969 wyspa stała się głośna za sprawą wypadku samochodowego senatora Teda Kennedy’ego, wówczas kandydata na prezydenta Stanów Zjednoczonych. W wypadku, w którym samochód senatora spadł z mostu (Dike Bridge nad Poucha Pond na Chappaquiddick) zginęła jego pasażerka i współpracowniczka, Mary Jo Kopechne (w wieku 28 lat). Sam senator wyszedł zeń bez obrażeń, ale wydarzenie zgłosił policji dopiero po dziesięciu godzinach, kiedy niemożliwe już było zbadanie, czy był w czasie wypadku trzeźwy.
Prawie dokładnie 30 lat później 16 lipca 1999 roku u wybrzeży wyspy Martha’s Vineyard zginął John F. Kennedy Jr. (miał wtedy 38 lat), w wypadku pilotowanego przez siebie samolotu (Piper PA-32 Cherokee Six). W katastrofie razem z nim zginęły jego żona Carolyn Bessette Kennedy i szwagierka Lauren Bessette
W 1974 Steven Spielberg umieścił tu akcję filmu „Szczęki”. Również sceny z kolejnych części tej serii były tu filmowane. W czerwcu 2005 wyspa świętowała 30. rocznicę tego faktu. Na wyspie rozgrywa się również akcja filmu Autor widmo Romana Polańskiego, ale zdjęcia do niego w całości zrealizowano w Europie.